# 11e division blindée (Royaume-Uni)
Pour les articles homonymes, voir 11e division.
La 11e division blindée britannique (en anglais : 11th Armoured Division), est une formation de l'armée britannique créée en 1941 qui servit pour l'essentiel pendant la Seconde Guerre mondiale. Elle participa à la bataille de Normandie — notamment lors des opérations Epsom, Goodwood et Bluecoat — ainsi qu'aux opérations alliées aux Pays-Bas et en Allemagne.
Un monument célèbre la mémoire des soldats de la 11e division près du Pont de Vère, au nord de Flers, sur le territoire de Saint-Georges-des-Groseillers.